# Vénus de l'Esquilin
La Vénus de l' Esquilin, représentant la déesse Vénus (c'est-à-dire l'Aphrodite grecque), est une sculpture romaine de nu en marbre plus petite que nature, représentant une femme en sandales coiffée d'un diadème. Elle est largement considérée comme une copie romaine du Ier siècle d'un original grec du Ier siècle av. J.-C. Il peut aussi s'agir d'une représentation de la souveraine du Royaume lagide Cléopâtre VII.
Elle est aujourd'hui conservée aux musées du Capitole de Rome, dans les salles des Horti Lamiani I-III du palais des Conservateurs.
La sculpture aurait été copiée d'une statue hellénistique originale du Royaume lagide. Elle représente peut-être Vénus-Isis, un syncrétisme de Vénus avec la déesse égyptienne Isis. La copie a probablement été commandée par l'empereur Claude pour décorer les jardins de Lamia (Horti Lamiani). Le vase représenté à côté de la figure féminine comprend un aspic ou uræus, représentations du cobra égyptien.

## Histoire
La Vénus de l'Esquilin a été trouvée en 1874 sur la colline de l'Esquilin, probablement une partie du site des jardins de Lamia, un des jardins impériaux, riches sources archéologiques de la sculpture classique, dans la zone proche de l'actuelle Piazza Vittorio Emanuele II (Rome), dans une salle souterraine des Horti Lamiani où aux XVIe et XVIIe siècles, les treize Niobides Médicis, une variante du Groupe du Laocoon, le portrait de Commode en Hercule et le Discobole avaient déjà été retrouvés. Après 1870, des travaux de construction intensifs étaient en cours sur le site, dans le cadre des préparatifs visant à faire de Rome la nouvelle capitale du royaume d'Italie (1861-1946), à la suite du Risorgimento. La sculpture nouvellement trouvée a été placée dans la collection des musées du Capitole où elle est toujours conservée. Elle est souvent exposée au Musée Centrale Montemartini.

## Style
Par son style, la Vénus de l' Esquilin est un exemple, inspiré de Pasitélès, « éclectique », de l'école néo-attique, combinant des éléments d'autres écoles précédentes : une conception de Praxitèle de la forme féminine nue ; un visage, un torse musclé et une petite poitrine haute dans le style sévère du Ve siècle av. J.-C., et des cuisses serrées typiques des sculptures d'époque hellénistique. Ses bras ont dû se rompre lorsque la statue est tombée après que le parc impérial dans lequel elle se trouvait soit tombé en désuétude après l'antiquité. Ils ont été fréquemment « restaurés » dans les tableaux, mais jamais dans la réalité.

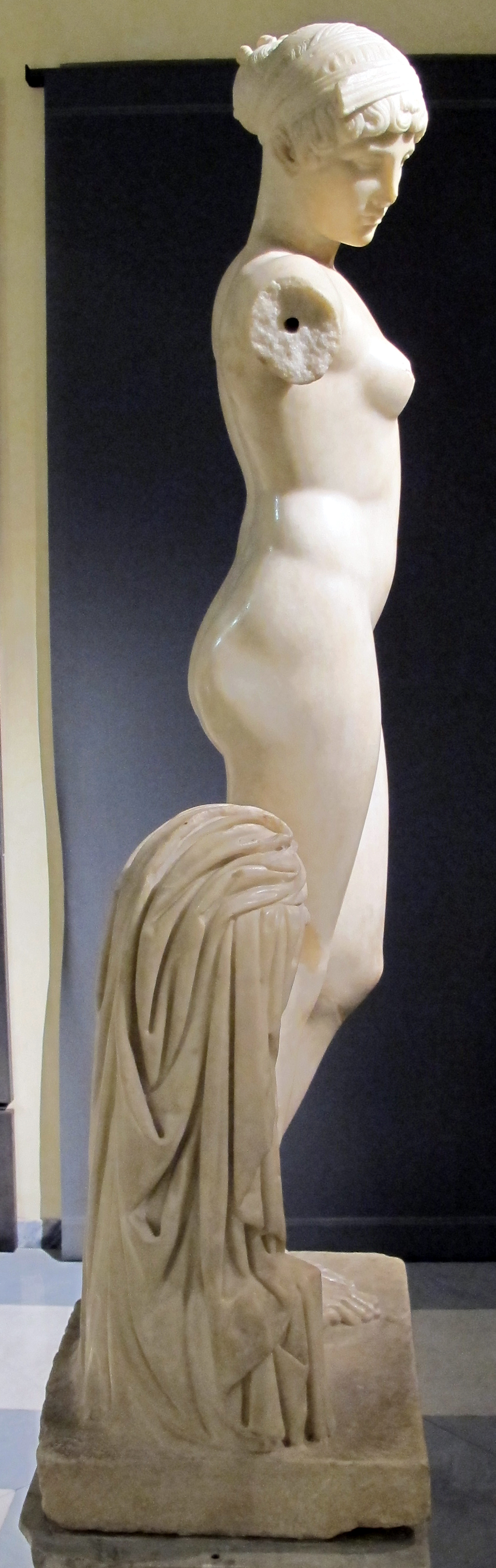
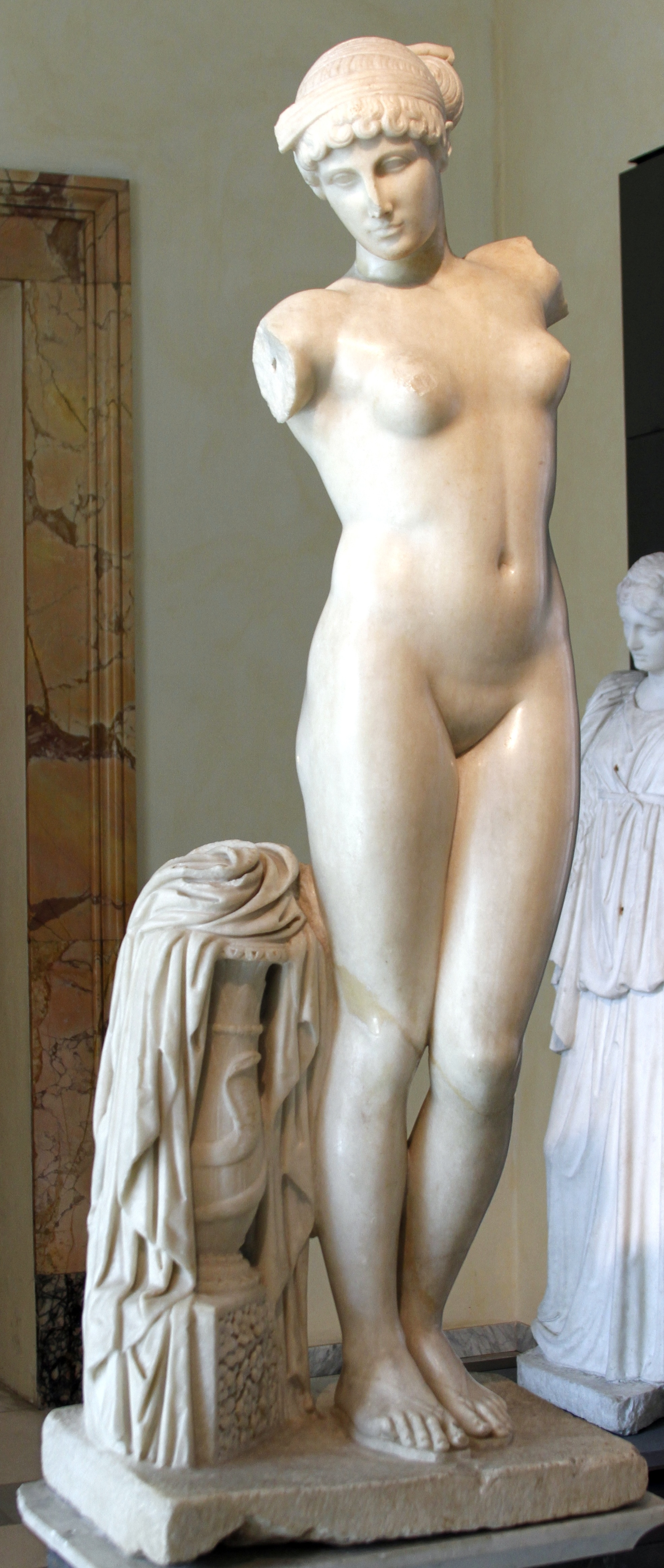
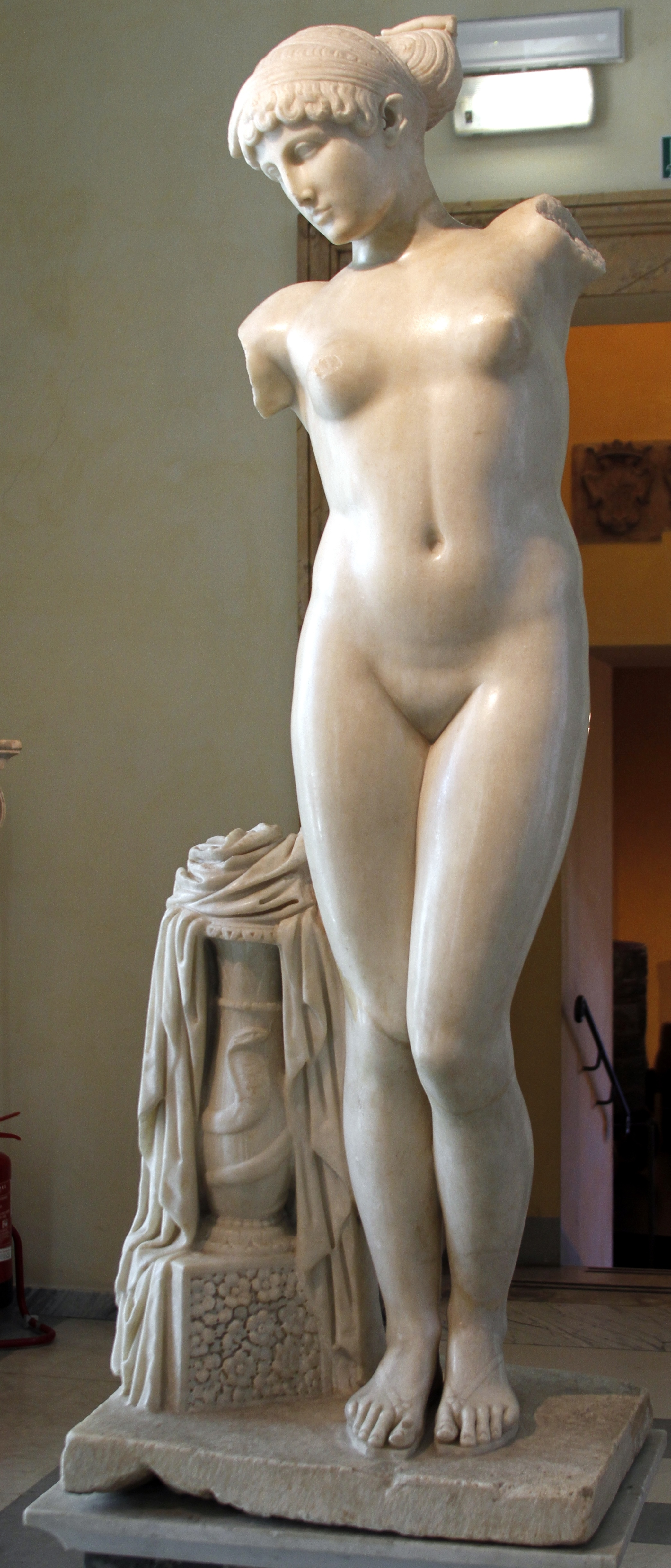
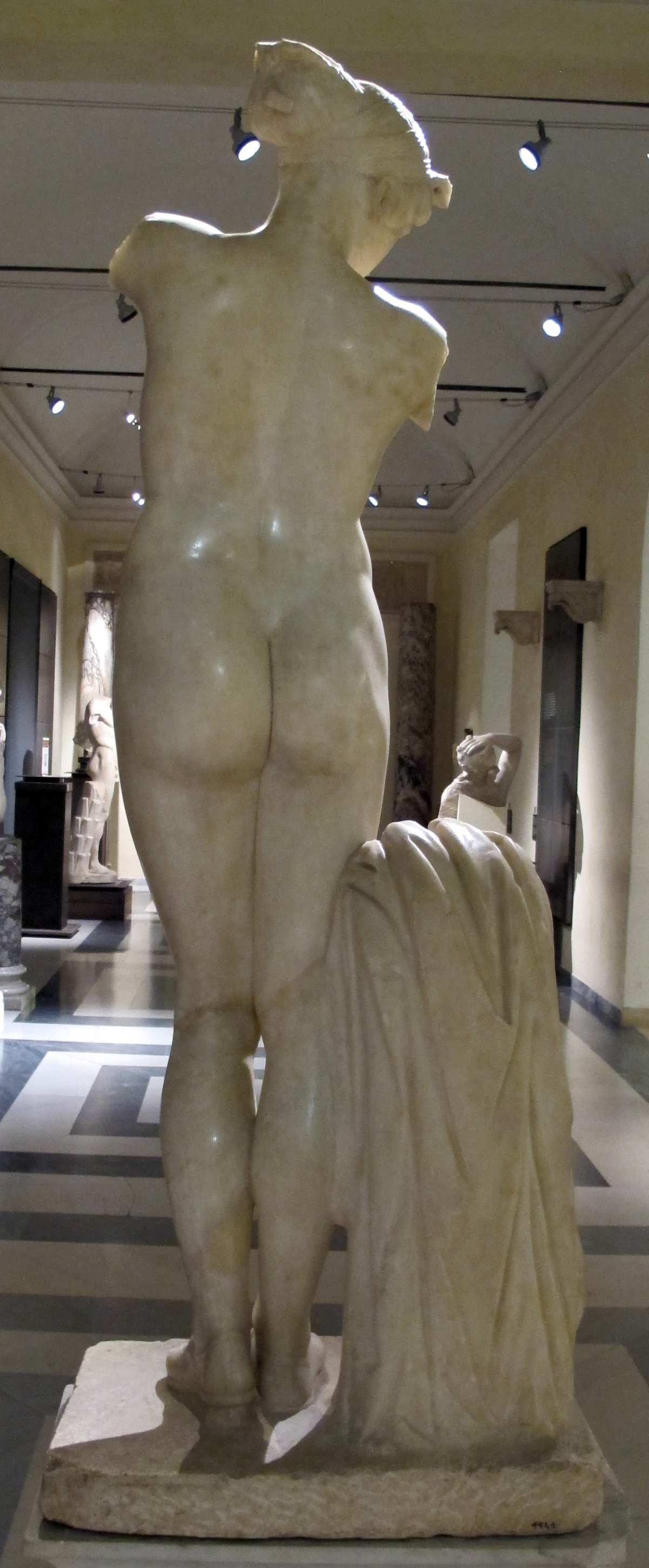

## Sujet

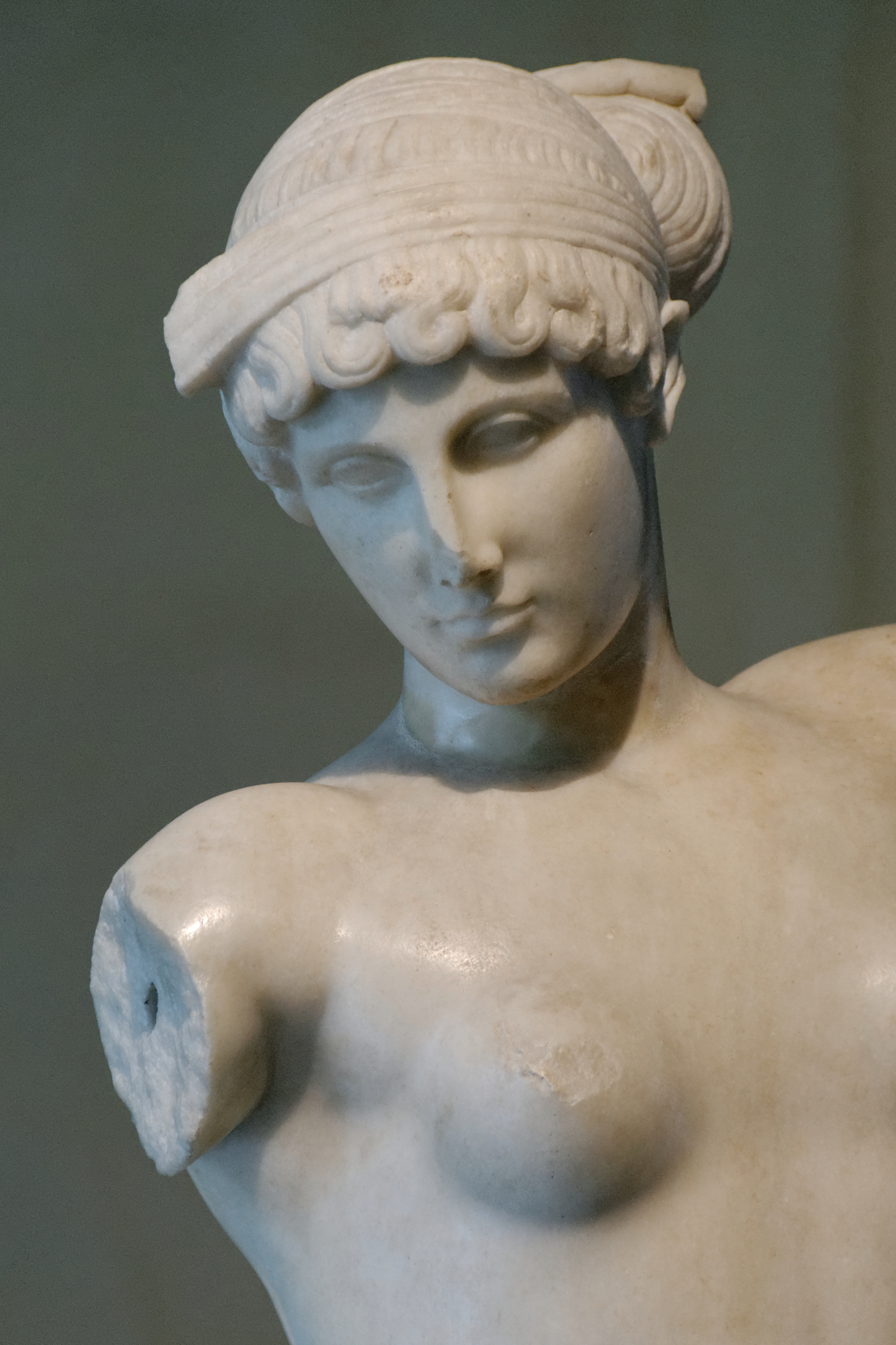
Détail.

Elle représente une femme nue en train de se tirer les cheveux pour faire une coiffure compliquée (les doigts de la main gauche sont maintenus sur les cheveux rassemblés, tandis que les bras levés sont perdus) avant de s'immerger dans son bain. Le personnage est nu à l'exception des sandales, un trait significatif pour les interprétations récentes car Vénus ne porte jamais de sandales. Le soutien de son côté, sur lequel est posé un linge souple, est fait d'un vase égyptien et d'un petit panier plein de roses, servant peut-être à parfumer l'eau.
La statue réélabore des modèles de style sévère pour le visage et les cheveux, tandis que pour le corps elle reprend des modèles hellénistiques et en particulier l'iconographie de la Vénus anadyomène, résultat d'une synthèse religieuse ayant eu lieu dans l'Égypte hellénisée. Le sujet de la statue a été diversement interprété, comme la déesse romaine Vénus ou comme une baigneuse mortelle nue, une version féminine du Diadumène s'attachant les cheveux avec un filet. La recherche d'un rendu naturaliste du corps féminin est évidente, indifférente aux canons de beauté appliqués à la figure de la déesse dans les représentations traditionnelles.
Il est généralement admis qu'elle est une copie romaine du milieu du Ier siècle d'un original grec du Ier siècle av. J.-C. de l'école de Pasitélès. Sa provenance est caractérisée à la fois comme une commande ptolémaïque-égyptienne ou comme peut-être une copie commandée par Claude (empereur romain) lui-même pour les jardins impériaux. Cette identification est basée sur la robe de style égyptien de la statue, posée sur un vase, le cobra égyptien sur le vase, symbole de la royauté égyptienne, et les cheveux bouclés ; si elles sont correctes, ces caractéristiques pourraient en faire une statue culte de la déesse Isis, ou une image, peut-être celle créée par Jules César, de Cléopâtre VII en tant qu'Isis ou Vénus-Isis (les deux étaient fréquemment confondues). Ce point de vue est soutenu par le philologue italien Licinio Glori en 1955. Elle pourrait être une copie de la statue de Cléopâtre érigée par César dans le temple de Vénus Genetrix, une opinion soutenue par Bernard Andreae. En plus de la coiffure et des traits du visage, le diadème royal apparent porté sur la tête est également une indication qu'elle représente Cléopâtre,. Les détracteurs de cette théorie soutiennent que les traits du visage sur le buste de l'Altes Museum de Berlin et la monnaie de Cléopâtre diffèrent et affirment qu'il était peu probable qu'elle soit représentée comme la déesse Vénus nue,. Cependant, elle a été représentée dans une statue égyptienne comme la déesse Isis. Cléopâtre était également représentée sur certaines  pièces comme Vénus-Aphrodite et aurait été habillée en Aphrodite lors de sa rencontre avec Marc Antoine à Tarse en 42 av. J.-C..

## Dans l'art moderne

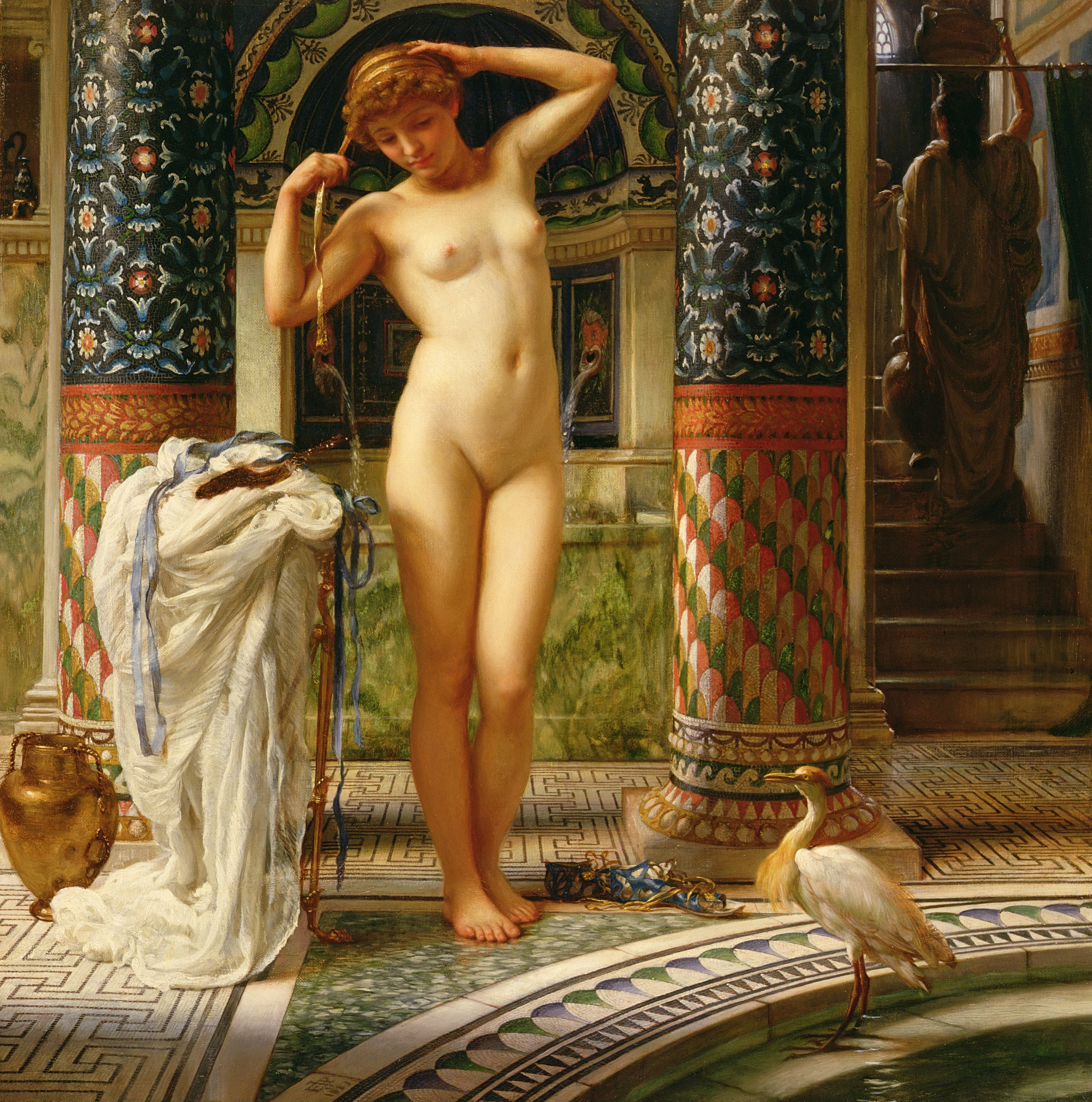
Poynter, Diadumène.

La sculpture a inspiré de nombreuses reconstructions artistiques dans la décennie qui a suivi sa découverte. Les principaux d'entre eux sont A Sculptor's Model (1877) de Sir Lawrence Alma-Tadema et Diadumène (1884) d'Edward Poynter. Poynter a travaillé à partir de la fonte de l'original à la Sculpture Court du Victoria and Albert Museum : « Il a cependant jugé bon de modifier légèrement la tête : les boucles archaïques se détendent en mèches fluides, et les traits sévères cèdent aux sourires de la société ». Ils représentent tous deux le modèle de la statue attachant ses cheveux avec une bande de tissu (comme avec le type de statue Diadumenos), respectivement en vue du modelage pour le sculpteur ou pour prendre un bain. Poynter pensait que c'était une reconstruction en partie correcte parce que les restes de l'auriculaire de sa main gauche sont visibles à l'arrière de sa tête, suggérant que son bras gauche a été levé pour maintenir ses cheveux en place, tandis que la main droite enroulait le tissu. Au Musée Centrale Montemartini, la Vénus de l'Esquilin est désormais généralement présentée derrière une « piscine » (en fait un panneau de sol en verre) en hommage à ce rendu.

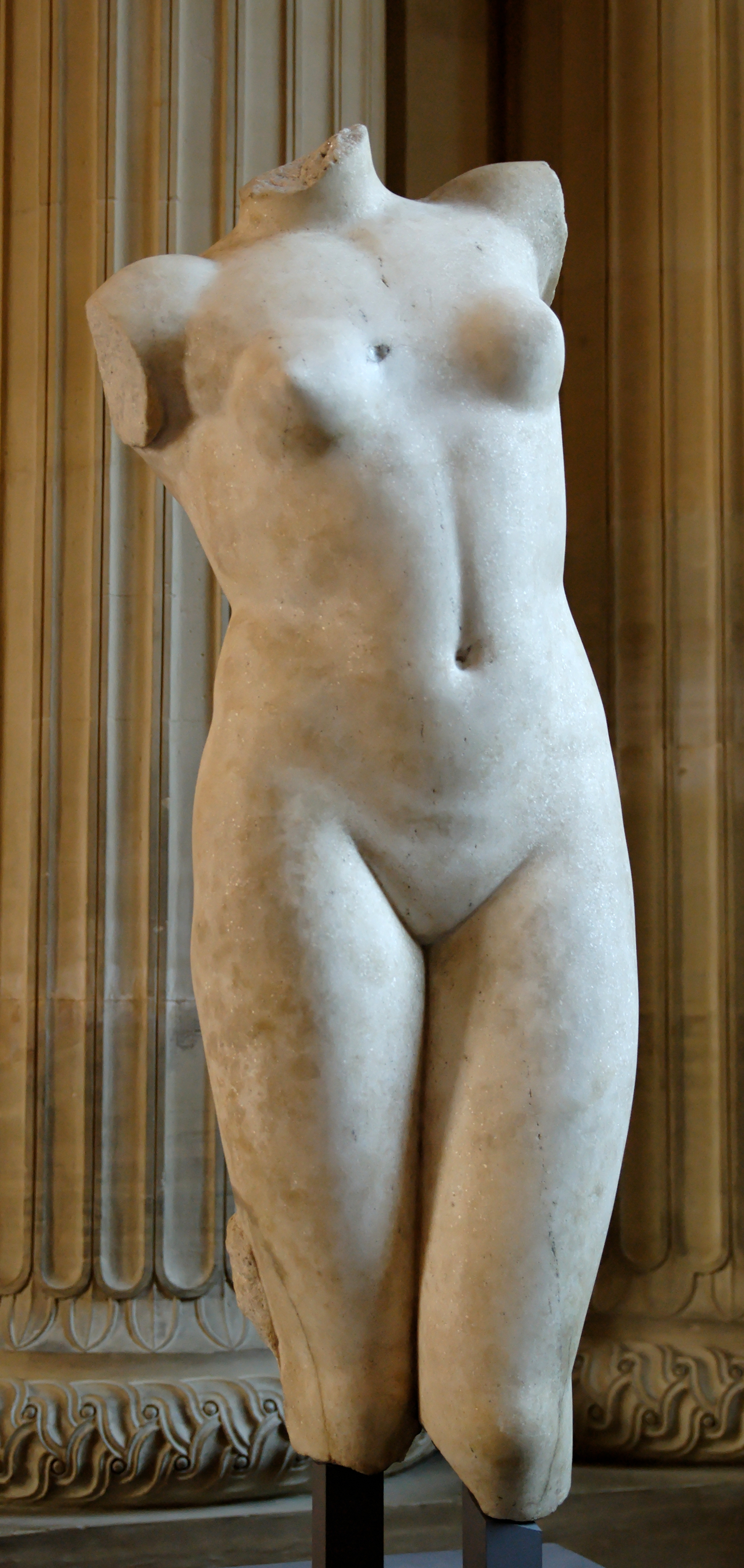
Autre torse de ce type (Musée du Louvre).

## Expositions
De décembre 2006 au 4 février 2007, la sculpture fut la pièce maîtresse de l'exposition « Cléopâtre et les Césars » au Bucerius Kunst Forum à Hambourg, à la suite de laquelle, de mars à juin 2007, elle fut au musée du Louvre pour l'exposition Praxitèle.
De juin à septembre 2008, la sculpture a été exposée au pavillon italien de l'Exposition spécialisée de 2008 à Saragosse (Espagne) où elle fut la principale attraction pour les visiteurs du pavillon. Pendant toute la période, elle a été gardée 24 heures sur 24 par des agents de la Garde des finances.
Le 27 janvier 2016, à l'occasion de l'important voyage en Italie du président iranien Hassan Rohani, la sculpture ainsi que d'autres œuvres d'art ont été recouvertes de panneaux de contreplaqué, afin que les images officielles de la visite puissent être transmises à la télévision iranienne.

## Références

Modèle, par Alma-Tadema, 1877.

### Sur le rapprochement avec Cléopâtre
- Das Gesicht der Göttin., 16.10.2006, Der Spiegel, Hambourg 2006, 42, p. 181.
- Berthold Seewald, So sah Kleopatra wirklich aus, Die Welt, 26 octobre 2006 (en allemand) .
- Bernard Andreae, Dorothea Gall, Günter Grimm, Heinz Heinen et al., Kleopatra und die Caesaren, hrsg. von Ortrud Westheider, Karsten Müller (2006 : Munich, Hirmer Verlag)
- Cleo Uncovered (revue d'exposition de Cleopatra and the Caesars), Current World Archaeology 20, p. 42-43.